# 核嬗变
核嬗變是一種化學元素轉化成另外一種元素，或一種化學元素的某種同位素轉化為另一種同位素的过程。能夠引發核嬗變的核反應包括一個或多個粒子（如質子、中子以及原子核）與原子核發生碰撞后引發的反應，也包括原子核的自發衰變。 但反過來說，原子核的自發衰變或者與其他粒子的碰撞並不一定都導致核嬗變。比如，γ衰變以及同它有關的内轉換過程就不會導致核嬗變。核嬗變既可以自然發生，也可以人工引發。

## 天然核嬗變和人工核嬗變
天然核嬗變創造了自然界所有天然存在的化學元素。目前我們仍然能夠觀察到天然核嬗變的發生，比如某些核素的α衰變和β衰變。一個例子是空氣中的氬-40大部分來自鉀-40的衰變。另外，高能宇宙射線一直在不停的轟擊地球的大氣層，形成一些新的核素，比如碳-14。最後，在某些特殊的條件下和環境中，自然中子亦可以引發裂變反應，比如在加蓬的奧克洛天然核反應堆。 人工核嬗變可以通過粒子加速器、托卡馬克和核反應堆來實現。通過把長壽、高放射性的核素轉變為短壽或者穩定、低放射性的核素，人工核嬗變也許可以用來降低核廢料的放射性和毒性，或縮減其體積。

## 歷史
嬗變一詞可以追溯到煉金術時代。煉金術士追求能夠點石成金的賢者之石，用它將賤金屬轉化為黃金。一些煉金術士認爲“點石成金”是一種宗教過程，僅具有宗教或信仰的含義；但另一些卻篤信確實有這樣的能力存在，於是開展各種各樣的實驗，試圖製備黃金。在中世紀，“點石成金”的可能性在煉金術士、哲學家和科學家之中受到廣泛爭議。到了14世紀初，煉金術在歐洲一些國家被法律禁止，並在公共場合受到嘲笑。當時有名的古代化學家麥克·梅爾和海因里希·杭拉斯還寫過小冊子，曝光那些聲稱點金成功的騙子。到18世紀20年代，已經沒有知名人士在從事點石成金的活動。 拉瓦锡以現代化學元素理論代替了煉金術士的元素理論。道尔顿在煉金術原子論（Corpuscularianism）的基礎上進一步發展了現代原子理論，並用該理論來解釋各種各樣的化學反應。
1901年，索迪和卢瑟福發現放射性的釷可以自發轉變為鐳。索迪後來回憶說，他當時喊道：“卢瑟福，這是嬗變！”卢瑟福回答：“索迪，看在上帝的份上，別叫它嬗變。他們會把我們當作煉金術士砍頭的！”
卢瑟福和索迪觀察到的正是釷的α衰變過程，屬於天然核嬗變。1919年，卢瑟福用放射性元素衰變產生的α粒子轟擊氮氣，首次通過人工核嬗變制得氧-17：
{\displaystyle {\ce {^{14}N + ^{4}_{2}He -> ^{17}O + p}}}
這也是人類第一次觀察到核反應。1932年，卢瑟福的同事考克饶夫和沃尔顿完成第一個完全人工的核反應：用人工加速的質子轟擊鋰-7核，使之裂變成兩個α粒子。1938年，哈恩和他的助手弗里茨·施特拉斯曼發現了重核的裂變。
1957年，福勒等人在其論文中詳細闡述了恆星中的核嬗變理論，能夠解釋宇宙中重元素的相對丰度。根據這個理論，元素周期表中只有氫、氦、鋰、鈹和硼是在大爆炸和某些宇宙射線作用下產生。除這五種元素之外的其他元素均是由恆星核合成過程產生的。 
事實證明，用核嬗變的方法從鉛製備黃金不但比煉金術點石成金要容易得多，而且比把黃金轉化為鉛也要容易。西博格等人曾用加速器制取黃金。但是這個反應得不償失，不可能有任何商業應用的前景。
209Pb （半衰期 3.253小時）→209Bi （半衰期 4.6x1019年，穩定同位素）
209Bi (12C,X)Au
209Bi (20Ne,X)Au
如果想把黃金轉化為鉛，則需要把黃金放在反應堆中，通過長時間的中子俘獲和β衰變，方可以得到鉛。
197Au + n → 198Au (半衰期2.7天) → 198Hg + n → 199Hg + n → 200Hg + n → 201Hg + n → 202Hg + n → 203Hg (半衰期47天) → 203Tl + n → 204Tl (半衰期3.8年) → 204Pb (半衰期 1.4x1017年)

## 宇宙中的核嬗變
現在一般接受的理論認爲宇宙中的氫、氘和氦皆起源於大爆炸。氫和氦加起來，占宇宙中所有正常物質的98%。大爆炸之後的太初核合成也製造了一小部分鋰、鈹和硼。現在觀測到的大部分鋰、鈹和硼是後來在自然核反應宇宙射線散裂中產生的。元素周期表中從碳到鉑的穩定核素均是在大爆炸之後的恆星核合成中形成。從碳到鐵的較輕元素由漸近巨星分支中的恆星合成並釋放到宇宙空間。處於這個階段的恆星將膨脹而成為紅巨星，並且以恆星風的形式損失大量的物質和塵埃，包括從碳到鎳和鐵等元素。原子量大於64的元素都是在超新星中合成和釋放，大多由輕核經過中子俘獲而生成。
今天恆星裏的核嬗變仍在在進行。比如，超新星SN_1987A爆發時，其光度曲綫證實大量的放射性鎳和鐵被抛向宇宙空間，其質量相當於一個地球。地球上的自然核嬗變也沒有停息。比如宇宙射線一直在不停地轟擊大氣層，製造碳-14。另外，自然界中的放射性礦物也在不停地衰變，比如鈾和釷。它們產生的一些衰變產物，還能繼續衰變，比如鐳、氡和釙等。（參見衰變鏈）

## 核廢料的人工核嬗變

### 概述
理論上，某些高放射性並長壽的超鈾元素（錒系元素），比如鈈、鎿、鎇和鋦等可以通過人工核嬗變的方式轉化為或者短壽或者穩定或者具有較低放射性的核素。這將有助於核廢料的處理和再處理。在反應堆中用快中子輻照後，這些元素能夠裂變，產生原子量較小的裂變產物。這些產物或者具有放射性，或者是穩定核素。通過嬗變，就達到了減少錒系元素、并降低放射性的目的。
常用的方法是將含有錒系元素的陶瓷靶子放在反應堆中用中子轟擊。靶子可以是含有錒系元素的固體溶液，比如{\displaystyle {\ce {(Am,Zr)N}}}、{\displaystyle {\ce {(Am,Y)N}}}、{\displaystyle {\ce {(Zr,Cm)O2}}}、{\displaystyle {\ce {(Zr,Cm,Am)O2}}}、{\displaystyle {\ce {(Zr,Am,Y)O2}}}，也可以是其氧化物和氮化物（如{\displaystyle {\ce {AmO2}}}、{\displaystyle {\ce {NpO2}}}、{\displaystyle {\ce {NpN}}}、{\displaystyle {\ce {AmN}}}）同惰性介質（像{\displaystyle {\ce {MgO}}}、{\displaystyle {\ce {MgAl2O4}}}、{\displaystyle {\ce {(Zr,Y)O2}}}、{\displaystyle {\ce {TiN}}}和{\displaystyle {\ce {ZrN}}}）燒結而成。惰性介質的主要作用是增強樣品結構強度，否則靶子在中子的轟擊下可能很快粉碎。

### 反應堆類型
鈈可以被製成金屬氧化物核燃料而直接在熱中子反應堆中嬗變。更重的元素則必須使用快中子堆或者亞臨界反應堆。原則上核聚變反應堆也可以用於嬗變的目的。

### 燃料類型
有幾种核燃料可以在其初始燃料燃料循環中使用鈈，用於商業發電。這個過程一舉兩得：不但產生電力，還可以消耗武器級的鈈以及來自乏燃料再處理過程的鈈。金屬氧化物燃料包含鈾和鈈的氧化物，可以替代低濃縮鈾，主要用於輕水堆。這種燃料裏的鈈可以經過燃燒而消耗。但因爲其含有鈾-238，經過中子俘獲後會產生次生的鈈。
釷也可以和鈈一起製成混合燃料。在這種燃料中，鈈裂變釋放出的中子被釷-232吸收，嬗變為釷-233。後者經過兩次β衰變後變成裂變材料鈾-233。釷-232是一種很好的增殖性材料，其中子俘獲截面比鈾-238大三倍，所以轉化率高。此燃料中鈈的燃燒深度也大於金屬氧化物核燃料。因爲其中不含鈾，不會產生次生的鈈。武器級鈈和反應堆級鈈皆可以用于釷-鈈混合燃料。

### 人工核嬗變錒系元素的原因
鈈的同位素和其他許多錒系元素的半衰期比較長，一般都在幾千年以上。而放射性衰變產物除长寿命裂变产物外，一般半衰期比較短。比如最長壽的中等壽命裂變產物釤-151半衰期為90年。因此從處理核廢料的角度講，人工核嬗變能消除長壽命裂變產物，把它們轉換成低放射性和短壽或穩定同位素，可以大大縮短處理周期。
放射性核素的危險性不僅僅在於其放射性。有些核素具有毒性，有些則具有其他生理活性。比如在生物體内，銫經過1-4個月便可以排出一半，但是鍶和鐳就很難排出體外。因此在等同的放射性劑量下，攝入鍶和鐳后造成的傷害要遠比攝入銫大得多。
許多錒系元素的放射毒性很強。它們大多是α輻射源，而且很難排出體外。核嬗變的目的在於把這些元素轉化成短壽的裂變產物。那些產物中，能在生物體積累的核素危害最大，比如碘-131能在甲狀腺中積累。這給人工核嬗變錒系元素的設想帶來一定的困難。但是，人們希望通過合理設計核燃料和嬗變反應堆，將這些威脅比較大的核素同環境和生物隔絕開來。在中等壽命裂變產物中，鍶-90和銫-137威脅較大。它們的半衰期都在30年左右。銫-137遷移能量很強。乏燃料再處理工廠工作的工人所吸收的大部分外源γ輻射劑量 都來自于銫-137；2005年，在切尔诺贝利核電站原址工作的工人吸收的γ射線劑量大部分也來自于銫-137。

### 长寿命裂变产物
有人曾在實驗中將半衰期一年以上的裂變產物用核嬗變轉化為短壽裂變產物，結果參差不齊。 鍶-90和銫-137不容易經嬗變而消除，因為它們的中子俘獲截面比較小。安全的處理方法就是將其儲存起來，一直到它們大部分衰變爲止。到鍶-90和銫-137衰變趨於完全的時候，大部分短壽命裂變產物已經消失。
釤-151的半衰期為90年。它的中子俘獲截面比較大，因此在反應堆中就會經過嬗變而轉化成其它核素。但如果想徹底嬗變乏燃料中的釤-151，就必須分離它的其它同位素。因爲其產額祇有0.5%且放射性較低，比較經濟的處理方法是在儲存中任其衰變。
在七種长寿命裂变产物中，鍀-99是長壽裂變產物中產額較高的，為6%左右。它釋放出低到中等能量的電子，沒有γ輻射。因此只要不攝入體内，對生物不構成太大的風險。但鍀可以被氧化為高鍀酸鹽（TcO4-），溶解度好，被廣泛用於核醫學。鍀-99在環境中遷移性比較大。據説已有數以噸計的鍀-99因人類活動進入環境。碘-129半衰期在七種長壽裂變產物中最長：1570萬年。它放射性也很弱，起始時乏燃料中的鋯-93釋放的能量只是鍀-99的1%。但放射性碘卻對生物構成重大的核威脅，因爲碘是許多生物必須的微量元素之一。這兩种核素的中子俘獲截面足夠大，可以經過嬗變而除去。許多嬗變研究都以鍀-99、碘-129和超鈾元素作為主要嬗變目標，而其他裂變產物、激活產物、甚至再處理鈾都被當作廢料處理。
其它五種長壽裂變產物中，硒-79的產額很低，輻射也很弱。每單位時間硒-79釋放出的能量是鍀-99的0.2%。錫-126衰變能較大，而且是七種長壽裂變產物中唯一能釋放高能γ射線的核素。但是這種核素產額很低。如果反應堆以鈾-235為燃料，在乏燃料中，每單位時間錫-126釋放出的能量是鍀-99的5%；如果反應堆以鈾-235（65%）和鈈-239（35%）為燃料，在乏燃料中，每單位時間錫-126釋放出的能量是鍀-99的20%。錫化學性質比較惰性，不易在環境中遷移，因此對人類健康影響不大。鈀-107的半衰期很長，產額在1%左右。如果以鈈-239為燃料，鈀-107的產率比用鈾-235為燃料時要高。其放射性很弱。起始時乏燃料中的鋯-93釋放的能量只是鍀-99的萬分之一。鈀屬貴金屬，化學性質不活潑，對人類健康影響也不大。鋯-93的產額在6%左右，其衰變比鍀-99慢7.5倍，衰變能只是鍀-99的30%。因此起始時乏燃料中的鋯-93釋放的能量只是鍀-99的4%。但其能量貢獻會隨著時間而增加。鋯-93產生極弱的γ輻射，在環境中也相對惰性。銫-135的前体氙-135產額在6%左右，但吸收熱中子的能力很強。因此大部分氙-135嬗變為穩定同位素氙-136，只有少部分衰變為銫-135。假定90%的氙-135發生嬗變，起始時乏燃料中的銫-135釋放的能量只是鍀-99的1%。銫-135具有揮發性，可以用高溫揮發的辦法分離。